# Parabolopona cygnea
Parabolopona cygnea är en insektsart som beskrevs av Cai och Shen 1999. Parabolopona cygnea ingår i släktet Parabolopona och familjen dvärgstritar. Inga underarter finns listade i Catalogue of Life.